# Browning Hi-Power
A Browning Hi Power é uma pistola semiautomática de ação simples disponível em calibres 9mm e .40 S&W. Baseia-se em um projeto do americano John Browning inventor de armas de fogo, e completado por Dieudonné Saive na Fabrique Nationale (FN) da Herstal, Bélgica. Browning morreu em 1926, vários anos antes do projeto ser finalizado. A Hi-Power é uma das pistolas militares mais amplamente utilizadas na história, tendo sido utilizado pelas forças armadas de mais de 50 países.
A Hi-Power nome alude à capacidade de 13 cartuchos no carregador, quase o dobro dos projetos contemporâneos como o Luger ou Colt M1911. A pistola é muitas vezes referida como um HP (para "Hi-Power" ou "High-Power"), ou como um GP (para o termo francês, "Grande Puissance"). Os termos P-35 e HP-35 também são usados, com base na introdução da pistola em 1935. É mais frequentemente chamada de "Hi Power", mesmo na Bélgica. Outros nomes incluem BAP (Browning Automatic Pistol), particularmente no serviço do Exército irlandês, ou BHP (Browning High-Power).

## Desenvolvimento

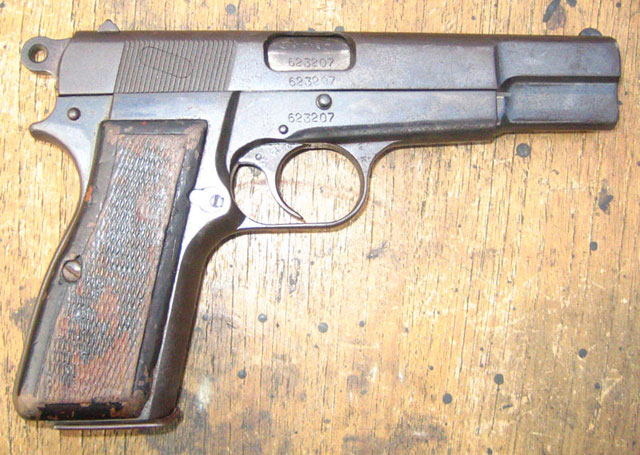
Uma FN Browning High Power, pertencente ao Marinir da Indonésia (Corpo de Fuzileiros Navais)

A Browning Hi-Power foi projetado em resposta a uma exigência militar francesa para uma nova pistola de serviço, o "Grand Rendement" (francês para "Alto Rendimento" (High Yield)), ou em alternativa, Grande Puissance (literalmente "alto poder" (high power)). Os militares franceses exigiram que:
- A arma seja compacta
- O carregador deve ter uma capacidade de pelo menos 10 cartuchos
- A arma deve ter um dispositivo de desconexão do carregador, um martelo externo, e uma segurança positiva
- A arma ser robusta e simples de desmontar e remontar
- A arma ser capaz de atingir alvos a 50 metros

Este último critério foi considerado exigir um calibre de 9 mm ou maior, um projétil de cerca de 8 gramas (123.5 grãos), e um velocidade de saída do cano de 350 m/s (1148 ft/s). Foi para realizar tudo isso com um peso inferior a 1 kg (2.2 lb).

## Características do projeto
A Browning Hi-Power sofreu um aperfeiçoamento contínuo pela FN desde a sua introdução. As pistolas foram feitas originalmente em dois modelos: um "Modelo Ordinário", com miras fixas e um "Modelo traseiro ajustável" com uma mira traseira tipo tangente e um cabo ranhurado para anexar uma coronha de ombro de madeira. Os pontos de mira ajustáveis ainda estão disponíveis em versões comerciais do Hi-Power, embora as montagens de coronha de ombro foram interrompidas durante a Segunda Guerra Mundial. Em 1962, o projeto foi modificado para substituir o extrator interno (extrator de fogo) com um extrator externo, melhorando a confiabilidade.

## Usuários

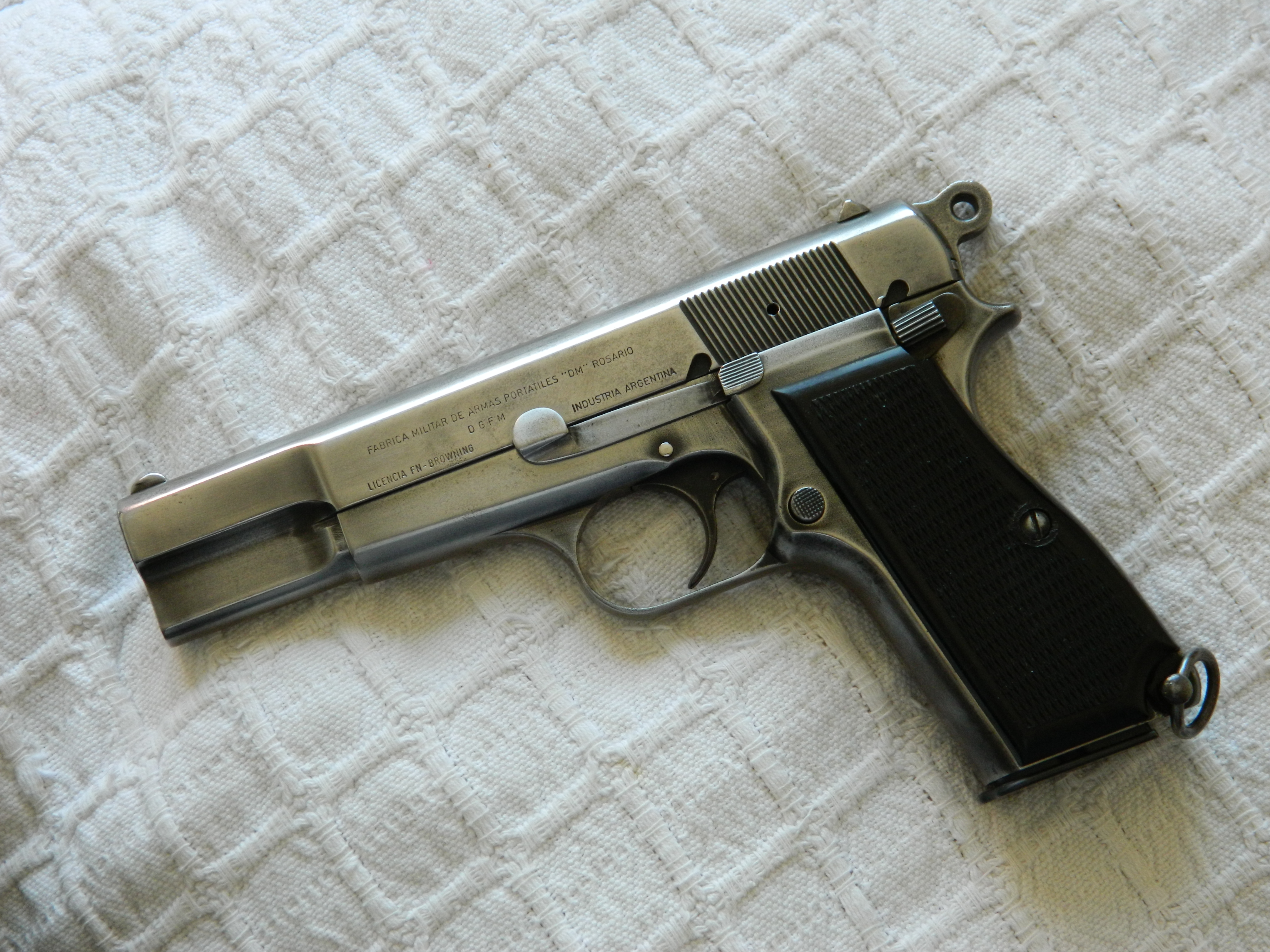
Uma Browning Hi-Power desgastada, fabricada na Argentina em meados dos anos 70..

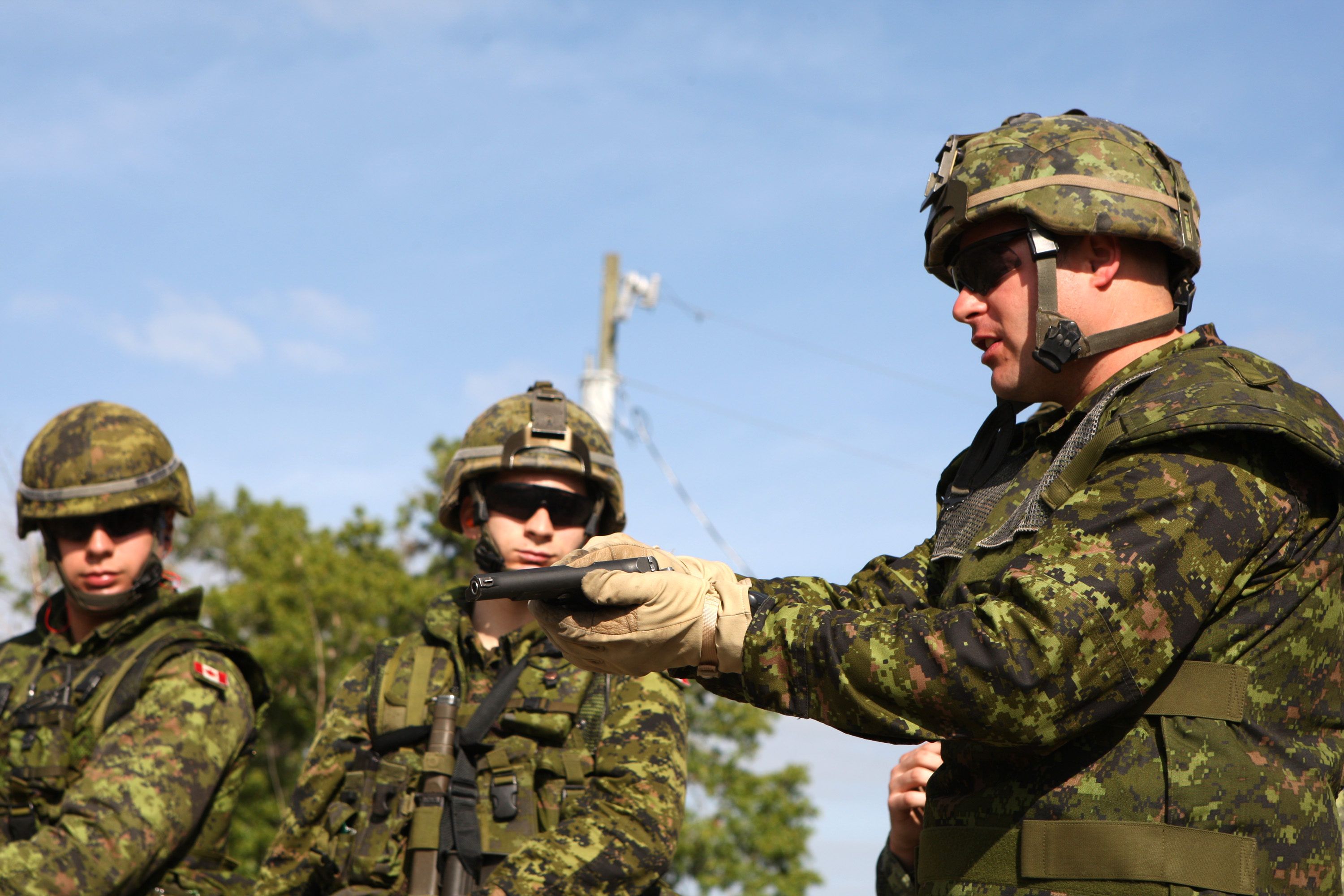
Soldados canadenses inspecionam uma pistola Hi-Power durante um exercício de treinamento em abril de 2009.

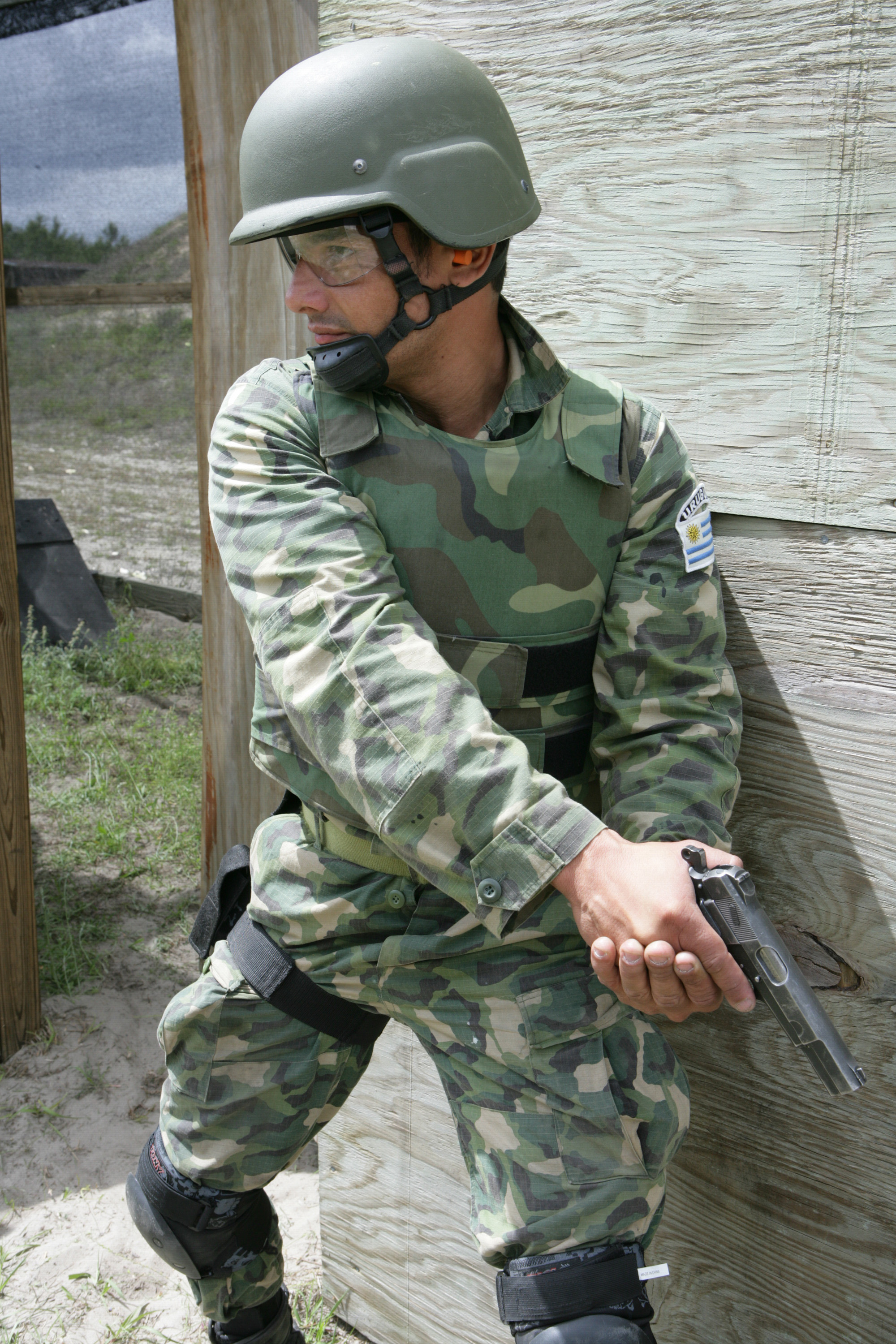
Um fuzileiro naval uruguaio, armado com uma Hi-Power durante um exercício de treinamento em abril de 2009.

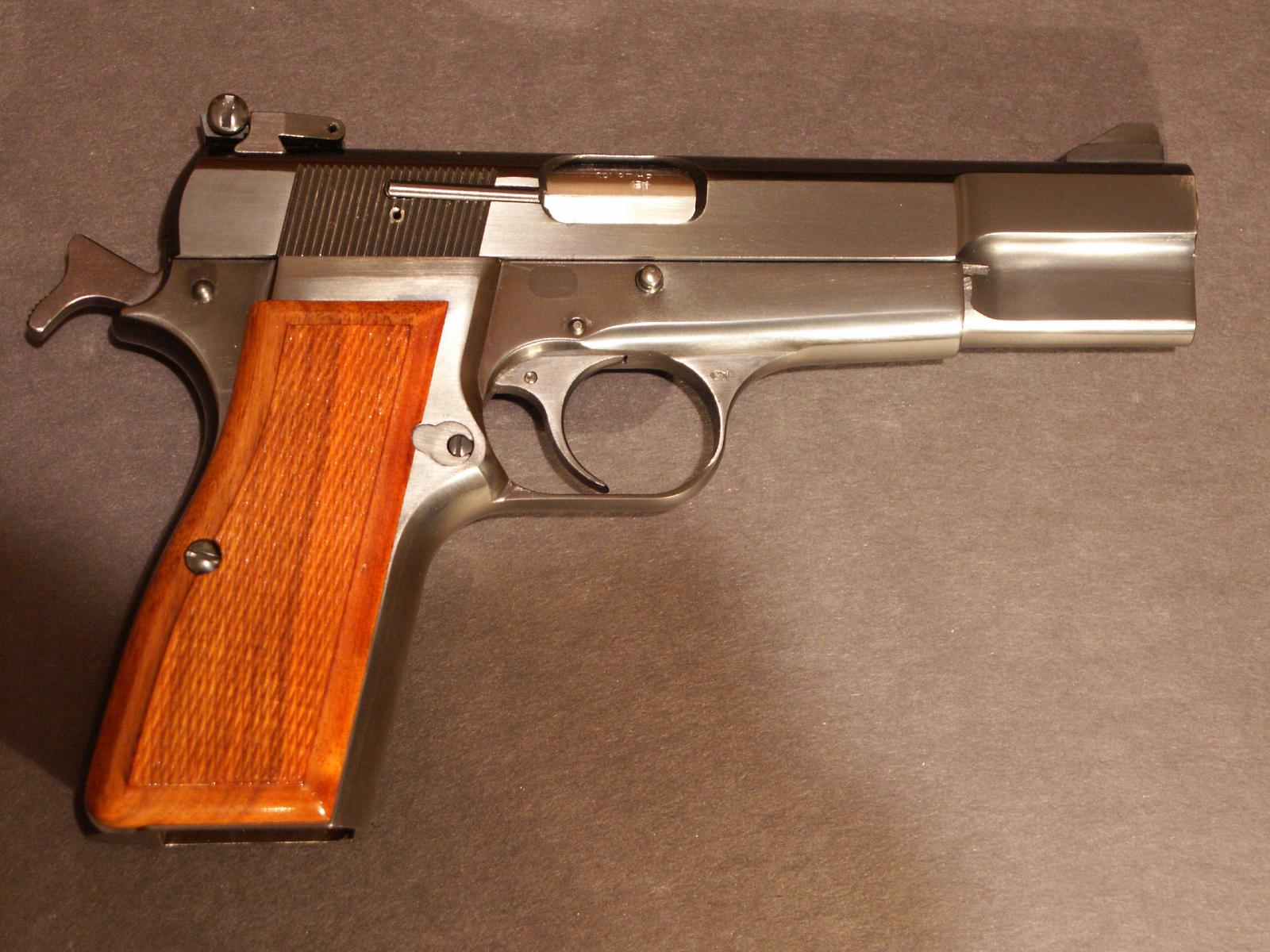
Uma Browning Hi-Power 10 de 1971.

- Alemanha Nazi[3]
- Arábia Saudita[5]
- Argentina: produção local[3][5][6]
- Austrália[5][6][7]
- Bahrein[5]
- Bangladesh[5]
- Barbados[5]
- Bélgica[6][8]
- Belize[5]
- Bermudas[5]
- Bolívia[5]
- Botswana[5]
- Brunei[5]
- Burundi[5]
- Camboja[5]
- Canadá[3][5][6][9]
- Chade[5]
- Chile[10]
- China[11]
- Chipre[5]
- Colômbia[5]
- República Democrática do Congo[5]
- Cuba[5]
- Dinamarca[3][5]
- República Dominicana[10]
- Equador[5]
- El Salvador[5]
- Emirados Árabes Unidos[5]
- Estados Unidos[12][12]
- Estónia[3][13]
- Filipinas[5]
- Finlândia[5]
- Gana[5]
- Grécia[3]
- Guatemala[5]
- Honduras[5]
- Hungria: produção local[14]
- Índia: produção local[5][6][11]
- Indonésia:[15] produção local[16]
- Irão
- Iraque[5]
- Irlanda[17]
- Israel[5][11]
- Jamaica[18]
- Jordânia[5]
- Kuwait[5]
- Líbano[5]
- Libéria[5]
- Líbia
- Lituânia[3][5]
- Luxemburgo[6]
- Malawi[5]
- Malásia[19]
- Moçambique[5]
- Myanmar[5]
- Malawi[5]
- Nepal[5]
- Nigéria[5]
- Omã[5]
- Países Baixos[3][5]
- Panamá[5]
- Papua-Nova Guiné[5][20]
- Paraguai[5]
- Peru[3][5]
- Polónia[21]
- Portugal[5][22]
- Quênia[5]
- Reino Unido[5][6][1][23]
- Roménia[3]
- Ruanda[5]
- Serra Leoa[5]
- Singapura[5][6]
- Sri Lanka[5]
- Sudão[5]
- Suriname[5]
- Síria[24]
- Tanzânia[5]
- Togo[5]
- Trinidad e Tobago[5]
- Tunísia[5]
- Uganda[5]
- Uruguai[5]
- Venezuela[5][6]
- Zimbabwe[5]